# Salix integra
Espèce
Classification APG III (2009)
Salix integra, le saule-crevette (en chinois : 杞柳 ; pinyin : qǐliǔ ; en japonais : イヌコリヤナギ (inukoriyanagi) ; en russe : Ива цельнолистная; transl. : Iva tselnolistnaïa) est une espèce de plantes à fleurs de la famille des Salicaceae. C'est un saule d'Extrême-Orient que l'on trouve à l'état naturel au sud du Primorié russe, à la frontière nord de la Chine, dans la péninsule coréenne, et dans les îles japonaises de Honshū et de Kyūshū. Cette espèce a été décrite par Carl Peter Thunberg en 1784 dans Systemat Vegetabilium.

## Habitat
Ce saule apprécie les prés humides des vallées ou des bords de rivière.

## Description
Ce saule dioïque aux feuilles caduques gris-vert brillantes de 2 à 4 centimètres de longueur et de 1 à 1,8 centimètre de largeur sans stipules peut atteindre entre 2 mètres et 6 mètres de hauteur dans son habitat naturel. Il commence à fleurir en mai.
Il a remporté un Award of Garden Merit de la Royal Horticultural Society,.

## Horticulture
Le cultivar Salix integra 'Hakuro Nishiki' est très répandu dans les jardins de l'hémisphère nord tempéré, où il est connu dans les pays francophones sous le nom vernaculaire de « saule-crevette » et de « saule Arlequin » (Harlequin-Weide) dans les pays germanophones. Il est panaché de feuilles de couleur rose et de blanc en été, tandis que ses rameaux deviennent plus verts. Cet arbuste ornemental peut atteindre 1,50 m de hauteur. C'est souvent une plante greffée. Le saule-crevette doit être taillé en fin d'hiver pour renouveler son feuillage coloré chaque année.

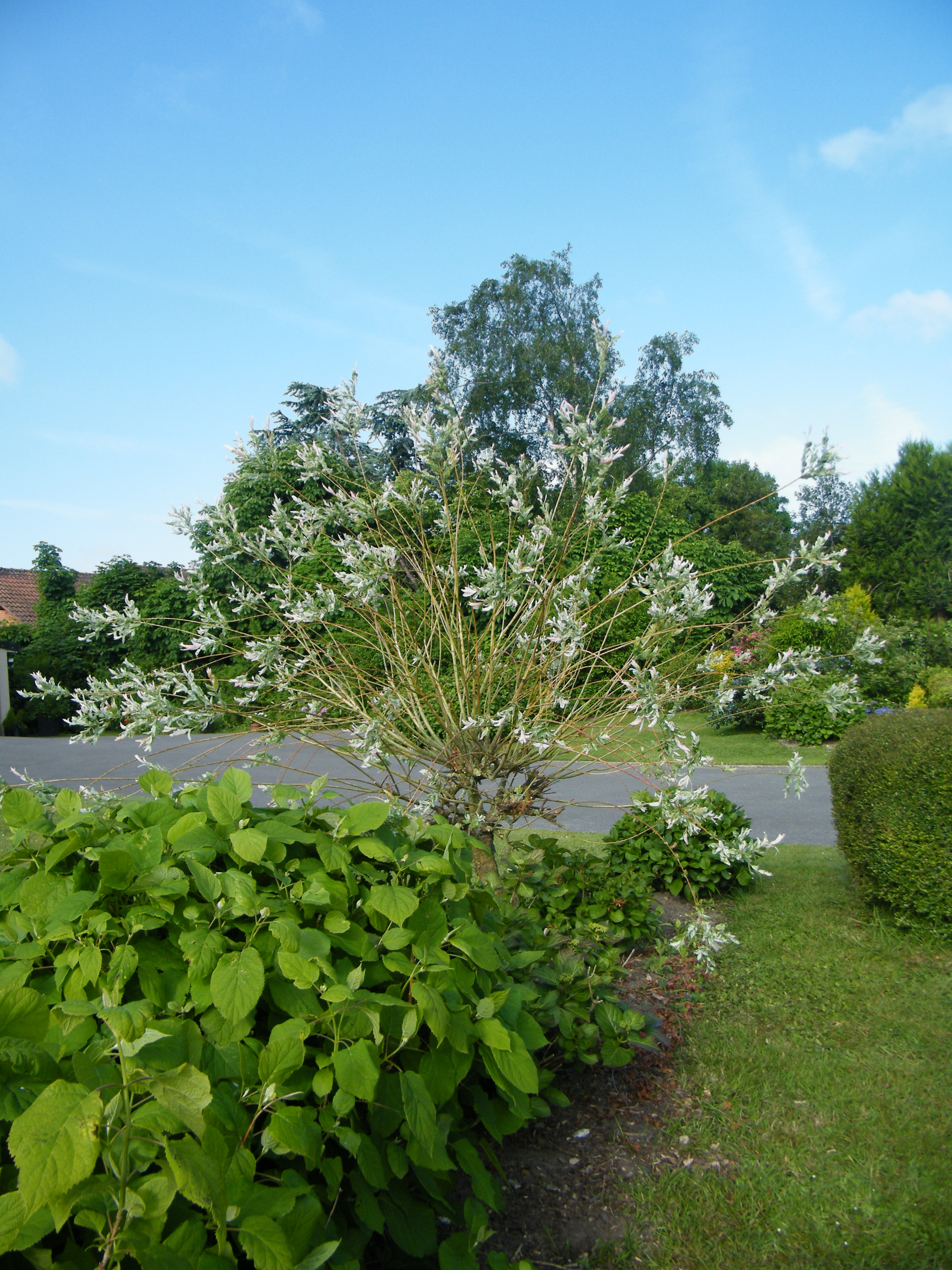
Conduit en forme aérienne, plus « dynamique » avec le vent.

## Synonymes
- Salix multinervis Franch. & Sav. ;
- Salix purpurea var. multinervis C.K.Schneid.[5] ;
- Salix japonica.